# 1996 en bande dessinée
| Années de la bande dessinée : 1993 - 1994 - 1995 - 1996 - 1997 - 1998 - 1999    |
| Décennies de la bande dessinée : 1960 - 1970 - 1980 - 1990 - 2000 - 2010 - 2020 |

Cet article présente les faits marquants de l'année 1996 en bande dessinée.

## Évènements
- 25 au 28 janvier : 23e Festival international de la bande dessinée d'Angoulême : Festival d'Angoulême 1996.
- avril : Apparition aux États-Unis de nombreux nouveaux personnages à l'occasion du grand crossover Marvel Comics / DC Comics : Amalgam Comics.
- 4 et 5 mai : 3e Festival de bande dessinée de Perros-Guirec.
- 30 août au 1er septembre : 8e Festival de Solliès-Ville

## Nouveaux albums
Voir aussi : Albums de bande dessinée sortis en 1996

### Franco-belge
| Sortie      | Titre                                                                                    | Scénariste                            | Dessinateur             | Coloriste    | Éditeur              |
| ----------- | ---------------------------------------------------------------------------------------- | ------------------------------------- | ----------------------- | ------------ | -------------------- |
| janvier     | Les Chefs-d'œuvre de la bd humoristique Tome 4: Félix le Chat                            | Otto Messmer                          | Pat Sullivan            |              | Vents d'Ouest        |
| janvier     | L'intégrale des pieds nickelés Tome 24 : Journalistes - Soupière - Pays des pharaons     | René Pellos                           |                         |              | Vents d'Ouest        |
| janvier     | Mangecœur tome 3 : Le Rêve d'Argemme                                                     | Mathieu Gallié                        | Jean-Baptiste Andréae   |              | Vents d'Ouest        |
| janvier     | Charly no 5 : Cauchemars                                                                 | Denis Lapière                         | Magda                   |              | Dupuis               |
| février     | Les nouvelles aventures de Lili Lili chez les top-models                                 | Florence Cremoux, François Garnier    | Anne Châtel             |              | Vents d'Ouest        |
| février     | Bob Morane no 49 : Alias M.D.O.                                                          | Henri Vernes                          | Coria                   |              | Le Lombard           |
| février     | Foudre no 1 : L'étincelle                                                                | Luc Dellisse                          | Christian Durieux       |              | Le Lombard           |
| février     | Cupidon no 8 : Je l'aime un peu...                                                       | Raoul Cauvin                          | Malik                   |              | Dupuis               |
| février     | Le Pays des elfes t. 21 : Les Fils de l'araignée                                         | Richard Pini                          | Richard Pini            |              | Vents d'Ouest        |
| février     | Hans no 8 : Le visage du monstre                                                         | André-Paul Duchâteau                  | Kas                     |              | Le Lombard           |
| février     | Jeannette Pointu no 11 : Le Monstre                                                      | Marc Wasterlain                       | Marc Wasterlain         |              | Dupuis               |
| mars        | Hispañola Tome 2 : Le Grand silencieux                                                   | Fabrice Meddour                       |                         |              | Vents d'Ouest        |
| mars        | Aldébaran no 3 : La photo                                                                | Léo                                   | Léo                     |              | Dargaud              |
| mars        | Aria no 18 : Vénus en colère                                                             | Michel Weyland                        | Michel Weyland          |              | Dupuis               |
| mars        | Avec Charette One shot                                                                   | Guy Lehideux                          | Bernard Capo            |              | Dupuis               |
| mars        | Du côté de chez Poje no 7 : Bière Précieuse                                              | Raoul Cauvin                          | Louis-Michel Carpentier |              | Dupuis               |
| mars        | L'Île des morts t. 5 : Acta est fabula                                                   | Thomas Mosdi                          | Guillaume Sorel         |              | Vents d'Ouest        |
| avril       | Un taxi pour les îles - One shot                                                         | Francis Bergèse                       | Francis Bergèse         |              | Lefrancq             |
| avril       | Jeremiah no 19 : Zone frontière                                                          | Hermann                               | Hermann                 |              | Dupuis               |
| avril       | Bruce J. Hawker no 7 : Le Royaume des enfers                                             | André-Paul Duchâteau                  | William Vance           |              | Le Lombard           |
| mai         | Le Pays des elfes t. 22 : Les Captifs du mal                                             | Richard Pini                          | Richard Pini            |              | Vents d'Ouest        |
| mai         | Kucek t. 3 : L'Élu                                                                       | Georges Abolin, Olivier Pont          |                         |              | Vents d'Ouest        |
| mai         | La jeunesse de Lester Cockney no 2 : Shamrock song                                       | Franz                                 | Franz                   |              | Le Lombard           |
| mai         | L'intégrale des pieds nickelés t. 25 : Diseurs de bonne aventure - Trappeurs - Cinéastes | René Pellos                           |                         |              | Vents d'Ouest        |
| mai         | Selen en bd t. 1 : Sex in Italie                                                         | Luca Tarlazzi                         |                         |              | Vents d'Ouest        |
| mai         | Elsa no 1 : Elsa                                                                         | Makyo                                 | Michel Faure            |              | Glénat               |
| mai         | Buck Danny no 46 : L'Escadrille fantôme                                                  | Francis Bergèse                       | Francis Bergèse         |              | Dupuis               |
| mai         | Castel Armer no 4 : L'appel du loup                                                      | Henri Reculé                          | Henri Reculé            |              | Le Lombard           |
| mai         | Alpha no 1 : L'échange                                                                   | Pascal Renard                         | Youri Jigounov          |              | Le Lombard           |
| juin        | Adler no 6 : L'île perdue                                                                | René Sterne                           | René Sterne             |              | Le Lombard           |
| juin        | Cubitus no 33 : Un bouquet garni pour Cubitus                                            | Dupa                                  | Dupa                    |              | Le Lombard           |
| juin        | Selen en bd t. 2 : Chambre 179                                                           | Giovanna Casotto                      |                         |              | Vents d'Ouest        |
| juin        | Pacush Blues t. 9 : Neuvaine : Relecture du mythe de Frankenstein - Renaissance          | Ptiluc                                |                         |              | Vents d'Ouest        |
| juin        | Les aventures de Fanfoué des Pnottas no 2 : Fondues déchaînées                           | Pascal Roman                          | Félix Meynet            |              | Editions des Pnottas |
| juin        | Jérôme K. Jérôme Bloche no 11 : Le cœur à droite                                         | Alain Dodier                          | Alain Dodier            |              | Dupuis               |
| juillet     | On éteint la lumière, on se dit tout                                                     | Jim                                   | Gaston                  |              | Vents d'Ouest        |
| août        | Brougue no 3 : "Grimpeur"                                                                | Franz                                 | Franz                   |              | Soleil Productions   |
| août        | Chiens de fusil One shot                                                                 | Christian Lax                         | Christian Lax           |              | Vents d'Ouest        |
| août        | Giacomo C. no 8 : La non-belle                                                           | Jean Dufaux                           | Griffo                  |              | Glénat               |
| août        | Gorn no 5 : Ceux qui nous Hantent…                                                       | Tiburce Oger                          | Tiburce Oger            |              | Vents d'Ouest        |
| août        | Jessica Blandy no 12 : Comme un trou dans la tête                                        | Jean Dufaux                           | Renaud                  |              | Dupuis               |
| août        | Shekawati tome 1 : l'Enfant des Dieux                                                    | Bertrand Antigny, Pierre-Yves Gabrion |                         |              | Vents d'Ouest        |
| août        | Sur liste noire Sur Liste noire                                                          | Abuli                                 | Jordi Bernet            |              | Vents d'Ouest        |
| septembre   | Peter Pan t. 4 : Mains rouges                                                            | Régis Loisel                          |                         |              | Vents d'Ouest        |
| septembre   | Vixit t. 1 : Tueur de ville                                                              | Jean-Marc Kisler, Ralph               |                         |              | Vents d'Ouest        |
| septembre   | Selen en bd t. 3 : Petites annonces                                                      | Fernando Caretta                      |                         |              | Vents d'Ouest        |
| septembre   | Dallas Barr no 1 : Immortalité à vendre                                                  | Joe Haldeman                          | Marvano                 |              | Dupuis               |
| septembre   | Dick Hérisson no 7 : Le Tombeau d'Absalom                                                | Didier Savard                         | Didier Savard           |              | Dargaud              |
| septembre   | Foudre no 2 : Clandestin                                                                 | Luc Dellisse                          | Christian Durieux       |              | Le Lombard           |
| septembre   | Carland Cross (bande dessinée) no 6 : La Goule de Shadwell                               | Michel Oleffe                         | olivier Grenson         |              | Lefrancq             |
| septembre   | Caroline Baldwin no 1 : Moon River                                                       | André Taymans                         | André Taymans           |              | Casterman            |
| 1er octobre | Les Aventures de Vick et Vicky no 2 : Le Mystère du Baron de Lorcy                       | Jean Rolland                          | Bruno Bertin            | Studio Vicky | Éditions P'tit Louis |
| octobre     | Fée et tendres automates no 1 : Jam                                                      | Téhy                                  | Béatrice Tillier        |              | Vents d'Ouest        |
| octobre     | Double M no 5 : Faux témoin                                                              | Pascal Roman                          | Félix Meynet            |              | Dargaud              |
| octobre     | Dampierre no 6 : Le captif                                                               | Yves Swolfs                           | Pierre Legein           |              | Glénat               |
| octobre     | Jim Comment supporter la famille                                                         | Jim                                   | Fredman                 |              | Vents d'Ouest        |
| octobre     | La dernière des salles obscures no 1                                                     | Denis Lapière                         | Paul Gillon             |              | Dupuis - Aire libre  |
| octobre     | L'intégrale des pieds nickelés t. 26 : Super champions de la pêche (…)                   | René Pellos                           |                         |              | Vents d'Ouest        |
| octobre     | Le Pays des elfes t. 23 : Les Larmes de la montagne bleue                                | Richard Pini                          | Richard Pini            |              | Vents d'Ouest        |
| novembre    | Cédric no 10 : Gâteau-surprise                                                           | Raoul Cauvin                          | Laudec                  |              | Dupuis               |
| novembre    | Collection Conquistador : Chiens de prairie One shot                                     | Philippe Foerster                     | Philippe Berthet        |              | Delcourt             |
| novembre    | Alexe no 4 : Opération Nemo                                                              | Michel Oleffe                         | Marcel Jaradin          |              | Lefrancq             |
| novembre    | Bloodline no 1 : Bloodline                                                               | Anne Guéro                            | Alberto Varanda         |              | Vents d'Ouest        |
| novembre    | Cœur brûlé no 4 : Saignements                                                            | Patrick Cothias                       | Michel Méral            |              | Glénat               |
| novembre    | Finkel no 3 : Génos                                                                      | Didier Convard                        | Gine                    |              | Delcourt             |
| novembre    | Gaston no 15 : Gaffe à Lagaffe                                                           | André Franquin                        | André Franquin          |              | Marsu Productions    |
| novembre    | Peter Pan L'Envers du décor                                                              | Régis Loisel                          |                         |              | Vents d'Ouest        |
| novembre    | Pour toi Sandra One shot                                                                 | Derib                                 | Derib                   |              | Le Lombard           |
| novembre    | L'Ascension du Haut Mal t. 1                                                             | David B.                              | David B.                |              | L'Association        |
| novembre    | Le Cœur en Islande no 1                                                                  | Makyo                                 | Makyo                   |              | Dupuis - Aire libre  |
| novembre    | Les Chefs-d'œuvre de la bd humoristique t. 5 : Arthur le fantôme                         | Jean Cézard                           | Jean Cézard             |              | Vents d'Ouest        |
| décembre    | Tout savoir sur… Tout ce que vous avez toujours voulu savoir sur Votre Patron (…)        | François Bué, Tépaz                   | Jacky Goupil            |              | Vents d'Ouest        |
| décembre    | Chansons en BD : Brassens en BD                                                          | Collectif                             |                         |              | Vents d'Ouest        |

### Comics
| Sortie | Titre       | Scénariste | Dessinateur | Coloriste | Éditeur |
| ------ | ----------- | ---------- | ----------- | --------- | ------- |
| ?      | à compléter |            |             |           |         |
| ?      | …           |            |             |           |         |

### Mangas
| Sortie | Titre        | Scénariste       | Dessinateur      | Coloriste | Éditeur   |
| ------ | ------------ | ---------------- | ---------------- | --------- | --------- |
| ?      | Le Trou bleu | Yukinobu Hoshino | Yukinobu Hoshino |           | Casterman |

## Décès
- 19 janvier : Bernard Baily, auteur de comics
- 22 janvier : Arthur Piroton, auteur belge (Jess Long), né en 1931.
- 28 janvier : Jerry Siegel, scénariste de comics, co-créateur de Superman, né en 1914 et Burne Hogarth, dessinateur de Tarzan, né en 1911.
- 25 mars : Mike Roy
- 3 avril : Frank Doyle, scénariste de comics
- 17 juin : Curt Swan, dessinateur de comics (un des plus importants dessinateurs de Superman)
- 7 juillet : Arno (Les Aventures d'Alef-Thau)
- 12 août : Mark Gruenwald, scénariste de comics
- 23 septembre : Fujiko F. Fujio
- 26 septembre : Alex Kotzky, dessinateur de comic strip
- 26 décembre : Ray Herman, éditrice et scénariste de comics